# Léon Charles Thévenin

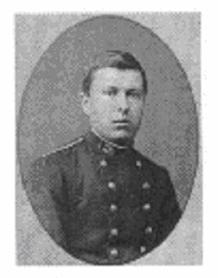
Léon Charles Thévenin

Léon Charles Thévenin (Meaux, 30 maart 1857- 21 september 1926) was een Franse ingenieur die de wet van Ohm veralgemeende voor een meer ingewikkeld elektrisch netwerk: de naar hem genoemde stelling van Thévenin.
Thévenin studeerde in 1876 af aan de École Polytechnique te Parijs. In 1878 ging hij werken bij de ingenieurs van de telegrafie, later de Franse PTT. Hij ontwikkelde er ondergrondse telegraaflijnen voor lange afstand.
In 1882 ging hij lesgeven aan de École Supérieure. Bij de studie van de Wetten van Kirchhoff en van de Wet van Ohm vond hij de naar hem benoemde stelling. De stelling heeft praktisch nut om ingewikkelde schakelingen snel om te zetten naar een eenvoudig equivalent.